# 高木希
高木 希（たかき のぞみ、1983年10月1日 - ）は、新潟県出身のファッションモデル。かつてイデアに所属していた。身長177cm。

## 人物
- 趣味はダーツ、ネイルアート。特技はテニス、バスケットボール

## 活動

### 雑誌
- Oggi専属モデル
- MISS専属モデル

### TV
- クリエアナブキ
- NTT東日本（宮城支店）Bフレッツ
- サブウェイ
- ANA北海道キャンペーン
- 日本ケロッグ株式会社「オールブラン」

### PV
- RADWIMPS「オーダーメイド」